# سنگ کاغذ قیچی (فیلم)
سنگ کاغذ قیچی (انگلیسی: Rock Paper Scissors) فیلمی در ژانر درام است که در سال ۲۰۱۳ منتشر شد. از بازیگران آن می‌توان به روی دوپویس اشاره کرد.